# Leszek Werner
Leszek Aleksander Werner (ur. w 1937 roku w Nowym Mieście Lubawskim, zm. 1 lipca 2014 w Krakowie) – polski organista i pedagog.
Był absolwentem Państwowej Wyższej Szkoły Muzycznej w Krakowie (w klasie organów, u profesora Józefa Chwedczuka), dalszą edukację kontynuował we Włoszech i Austrii. Otrzymał również stypendium belgijskiego Ministerstwa Kultury i Sztuki. Od roku 1965 pracował jako adiunkt prof. Chwedczuka, po otrzymaniu tytułu docenta nauczał w Akademii Muzycznej w Krakowie, a od 1991 roku pełnił na tej uczelni stanowisko profesora zwyczajnego, na Wydziale Wychowania Muzycznego w sekcji Muzyki Kościelnej. Był również (przez dwie kadencje) dziekanem Wydziału Instrumentalnego i członkiem Senatu. Poza tym wykładał na Wydziale Historii i Dziedzictwa Kulturowego w Papieskiej Akademii Teologicznej w Krakowie oraz w Międzyuczelnianym Instytucie Muzyki Kościelnej w Krakowie. Za osiągnięcia w pracy pedagogicznej otrzymał Srebrny Krzyż Zasługi oraz nagrody Ministerstwa Kultury i Sztuki III i IV stopnia. Jego żoną była pianistka Janina Romańska-Werner.
Wielokrotnie brał udział w festiwalach organowych organizowanych w kraju i za granicą. Przez wiele lat działał w Stowarzyszeniu Polskich Artystów Muzyków, Towarzystwie Przyjaźni Polski-Włoskiej oraz Towarzystwie Przyjaźni Kultury Celtyckiej. Współpracował z Polskim Radiem i Telewizją, jak również z krakowskim zespołem kameralnym Capella Cracoviensis.
Jest pochowany na Cmentarzu Salwatorskim w Krakowie.